# Juditha naza
Juditha naza is een vlindersoort uit de familie van de prachtvlinders (Riodinidae), onderfamilie Riodininae.
Juditha naza werd in 2001 beschreven door Hall, J & Harvey.